# Francoise Jean
Francoir Jean là một họa sĩ người Haiti. Cô sinh ra ở Les Anglais, Haiti vào ngày 2 tháng 6 năm 1953. Cô đã triển lãm ở Haiti, Martinique và Guadeloupe.

## Tiểu sử
Jean bắt đầu vẽ từ khi còn nhỏ. Khi cô chín tuổi, cô vẽ những cảnh nông thôn trên quần áo cho mẹ thêu. Trong những năm đầu tuổi thiếu niên, cô chuyển đến Port-au-Prince gần nghệ sĩ nổi tiếng Petion Savain. Năm 1968, một năm sau khi chuyển đi, cô bắt đầu vẽ với Savain cho đến khi anh qua đời năm 1973. Cô đã làm việc với họa sĩ Jean Richard Coachy kể từ khi Savain qua đời.
Jean chỉ miêu tả trẻ em, và không vẽ người lớn. Khi được hỏi về lý do đằng sau sự lựa chọn vấn đề của mình, cô nói, "trẻ em là nguồn cảm hứng của tôi."  Một trong những bức tranh của cô đã được Tổ chức Lương thực và Nông nghiệp (FAO) mua để đại diện cho "Năm quốc tế của trẻ em".
Cô hiện đang sống ở Petion-Ville.